# 卡萊吉克

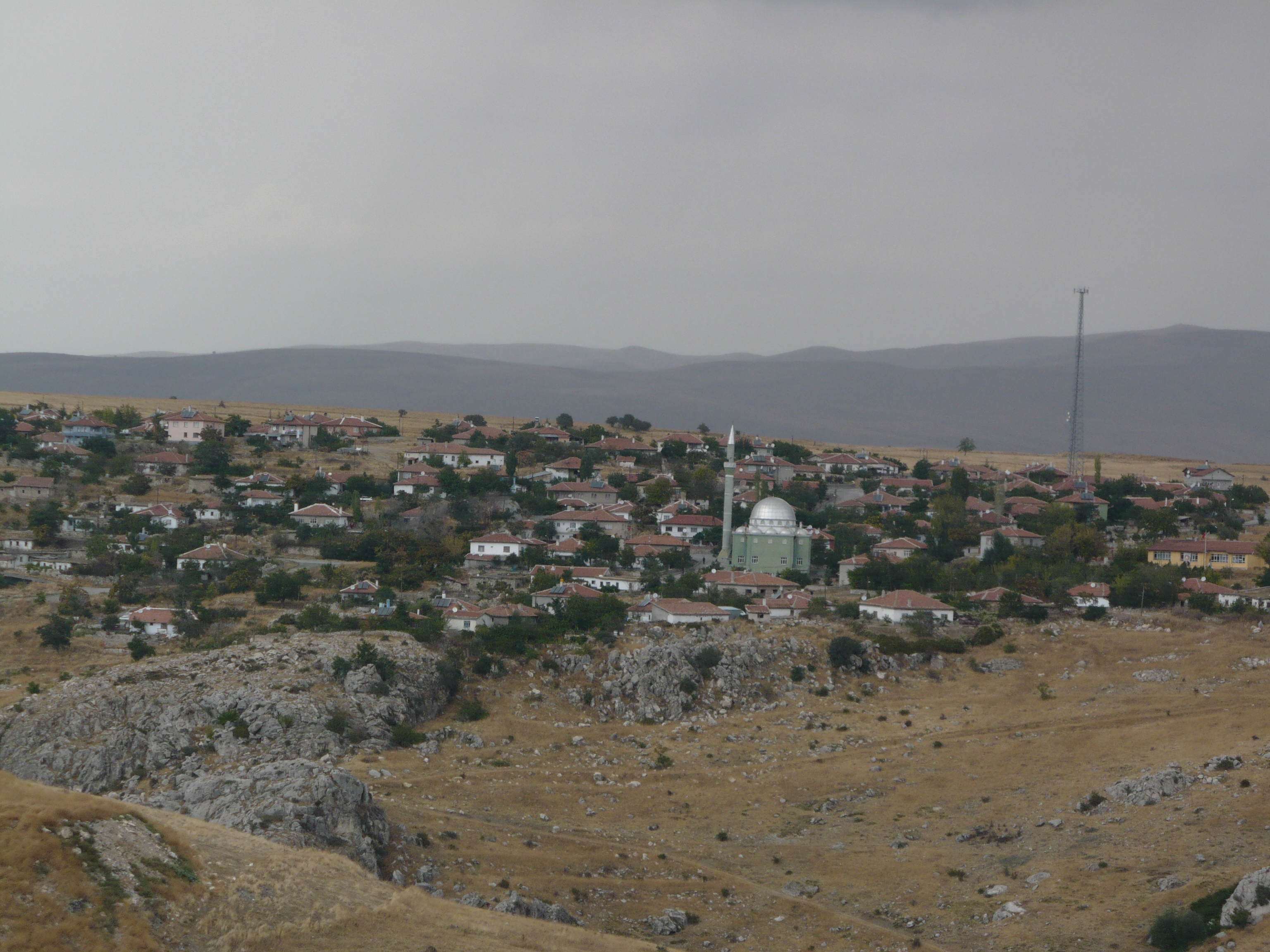
原野上的卡萊吉克小鎮

卡萊吉克（土耳其語：Kalecik）是一座位於土耳其中部安那托利亞地區安卡拉省的小鎮。根據2010年的人口普查，當地的總人口為14,517人，其中9,450人居住在卡萊吉克鎮上。該行政區地佔地面積1,340平方公里，平均海拔為725 公尺。
卡萊吉克坐落於平原上，其西南方皆圍繞著山脈，東面則以克泽尔河為其邊界。當地農業興盛並以出產高品質葡萄酒而聞名，其他主要的農作物另有甜菜和谷物。